# 阿卜杜勒·凯卜
阿卜杜勒-拉希姆·哈立德·阿卜杜勒·凯卜（阿拉伯语：‎，1950年3月2日—2020年4月21日）是一名利比亚電機工程师、大学教授、企业家和政治人物。他生于塞卜拉泰，后来在美国受教育及生活工作了约40年。2011年10月31日被利比亚全国过渡委员会选为执行局主席（政府首脑，相当于总理），以接替辞职的马哈茂德·吉卜里勒。

## 生平
他出生于利首都以西70公里的海岸城镇塞卜拉泰的一个有声望的民族主义者家庭。1976年离开利比亚到美国，加入了反对卡扎菲的势力，并长年资助反卡活动。
1980年代，他在美国阿拉巴马大学、北卡罗来纳州立大学任电力工程学教授，在美国机构的资助下发表了许多研究论文。
1999–2001，他还在阿联酋的一所大学（American University of Sharjah）担任教授职务。
2005年，他创建了利比亚国际能源与技术公司。
2006年到2011年夏，他在阿联酋的一家学校（Petroleum Institute）任职。

### 政府首脑
2011年夏他加入过渡委，成为“过渡委”在的黎波里的代表之一，开始涉足政坛。同年10月31日被过渡委选为执行局主席，以负责组建过渡政府。2011年11月22日，他领导的过渡政府正式宣告成立，他本人任利比亚政府首脑，执行局内阁共包括一位主席、两名副主席和24名部长，其中有两名女性担任部长，这是利比亚妇女首次担任部长职务。

## 个人生活
作为一名虔诚的穆斯林，他在亚拉巴马州的塔斯卡卢萨居住时长期领导着当地的穆斯林群体。